# 香港仔運動場
香港仔運動場（英語：Aberdeen Sports Ground）是香港一個由康樂及文化事務署管理的綜合運動場，位於香港島南區香港仔東部的黃竹坑道，毗連黃竹坑體育館及黃竹坑遊樂場，容量為9,000人，此經常為該區學校的運動會的主辦場地。

## 歷史
1971年7月21日下午三時，香港仔運動場在立法局非官守議員羅桂祥的主持下開幕，並舉行校際接力賽、小型足球賽和民族舞表演。香港仔運動場斥資204.4萬港元興建。
2018年9月，運動場西看台上蓋受超強颱風山竹嚴重破壞，需進行緊急拆除工程。而東看台正興建臨時看台，並已於2020年4月重開。

### 重建
2017年1月的《施政報告》提出「體育及康樂設施五年計劃」，香港仔運動場準備展開重建技術可行性研究，將以當年重建旺角大球場為藍本，考慮改用不設柱位的觀眾席設計、提供獨立座椅，改善更衣室和球證室，亦會研究加入藥檢和購票設施，以達至可供舉辦亞洲足協級別賽事的標準。2020年11月，政府決定把這項重建項目納入「躍動港島南」計劃。
根據規劃建議運動場現有9,000座位將改為一個可容納約5,000名觀眾有蓋看台的運動場，場內設施包括一條全天候8線400米跑道、跳遠、跳高及擲項設施及一個11人天然草地足球場；一個11人人造草地足球場、兩個有蓋5人硬地足球場、戶外健身設施、可供自由花式小輪車、滑板、特技直排滑輪和自由花式滑板車使用的極限運動場、附屬停車場及相關輔助設施等。

## 設施

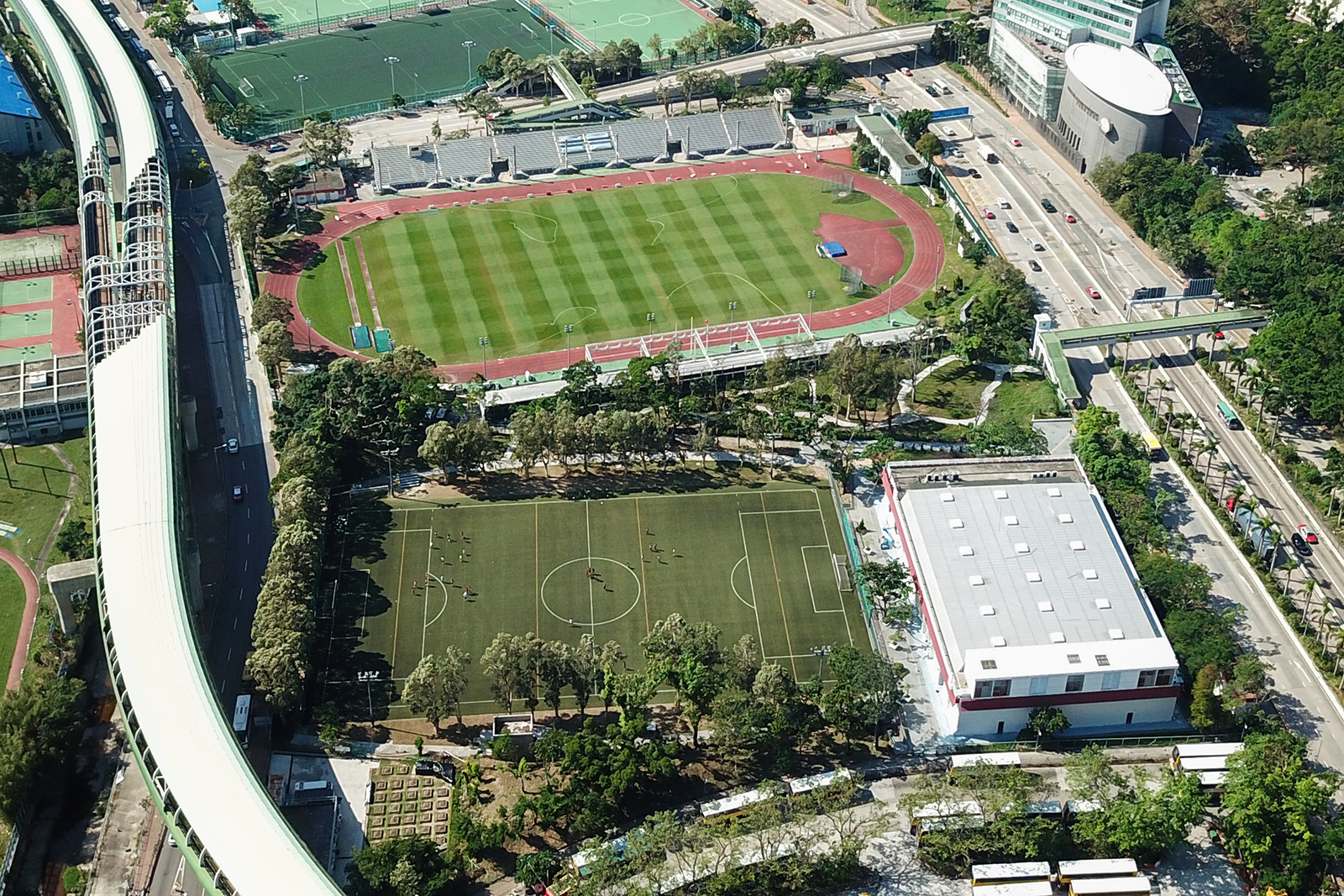
香港仔運動場全景

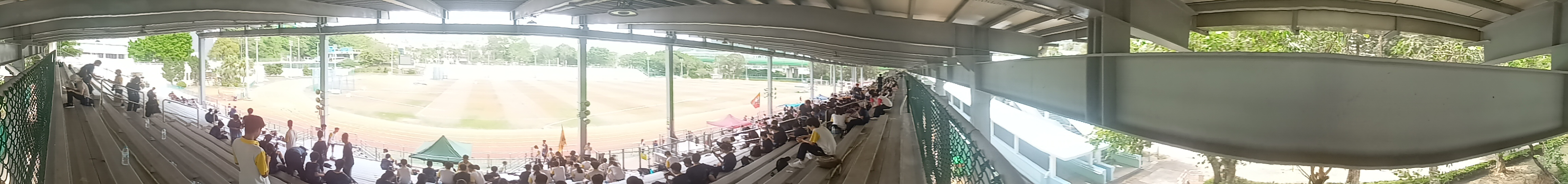
由看台望向運動場

香港仔運動場設有有蓋及露天看台各一，內有6條400米的全天候綜合性田徑跑道，入面有一個真草的草坪，供田賽及球賽如足球及欖球使用。

## 大型活動
香港仔運動場為不少大型活動舉行的地方，如饑饉三十、太陽計劃及十大中文金曲頒獎音樂會等。

### 香港頂級足球聯賽
南區足球隊於2011-12香港乙組足球聯賽球季最後一輪聯賽以1：0擊敗葵青足球隊而獲得來季升上甲組的資格，南區足球會主席陳文俊在賽後表示，會爭取繼續以香港仔運動場為主場。此前已跟康文署探討過可行性，但成事與否有待香港足總決定。足總主席梁孔德及總幹事袁文川，在2012年7月4日到透露新球季進展：「我們已接納建議，以香港仔運動場為南區主場比賽場地。之前遇到的配套問題其實不難解決，相信開咧前可以辦妥。」惟由於泛光燈亮度不足，香港仔暫時只能安排日波，同時全場9,000座位也不會悉數使用，只會開放可容納4,000人的主看台。

## 鄰近設施
- 黃竹坑體育館
- 港島南岸The Southside商場
- 香港海洋公園

## 外部連結
- 康樂及文化事務署 - 香港仔運動場 （页面存档备份，存于）